# چیگشین
چیگشین (به لاتین: Qigxin) یک شهرک در چین است که در شهرستان خودمختار یانچی هوئی واقع شده‌است. کیگشین ۷۵۵ کیلومتر مربع مساحت و ۱۲٬۶۲۹ نفر جمعیت دارد و ۱٬۰۸۴ متر بالاتر از سطح دریا واقع شده‌است.